# Otavio Leite
Otavio Santos Silva Leite CavMM (Aracaju, 29 de julho de 1961) é um advogado e político brasileiro filiado ao União Brasil (UNIÃO). Foi deputado federal, deputado estadual, vice-prefeito e vereador pela cidade do Rio de Janeiro.
Foi Deputado Federal entre 2007 e 2021. Foi também vice-prefeito do Rio de Janeiro (2004-2006), deputado estadual (2003-2005) e vereador do Rio de Janeiro (1993-2003), por três mandatos consecutivos.

## Biografia
Otavio é afilhado de batismo do ex-presidente Juscelino Kubitschek. Foi criado no Rio por seu avô - o senador Júlio Leite. É casado com Ângela Leite e tem dois filhos, Fernando e Otavio Filho.
Professor universitário, especialista em Políticas Públicas pela UFRJ, estudou no Colégio Andrews de onde saiu para formar-se bacharel em Direito pela UERJ. Ainda na UERJ, presidiu o histórico Centro Acadêmico Luiz Carpenter.
Otavio, também ex-vice-prefeito carioca (durante o governo Cesar Maia), é autor de mais de 120 de leis em vigor no estado e no município. Antes de iniciar sua carreira parlamentar, participou da administração pública nas duas gestões do então prefeito Marcello Alencar, quando exerceu os cargos de coordenador das administrações regionais e de secretário municipal de Governo, aos 29 anos de idade.
Para o Legislativo, foi eleito vereador do Rio de Janeiro por três vezes consecutivas (1992 a 2002) e para deputado estadual (2003-04), após receber a quarta maior votação nas eleições de 2002. Em 1999, como vereador, Leite foi admitido pelo presidente Fernando Henrique Cardoso à Ordem do Mérito Militar no grau de Cavaleiro especial.
No seu primeiro ano em Brasília, foi co-autor da criação da CPI do Apagão Aéreo, autor da PEC da Música e ocupou o décimo lugar[carece de fontes?] no ranking de projetos de lei apresentados em 2007 na Câmara Federal. Neste ano, foi indicado membro da PEC da Reforma Tributária. É autor da proposta para reconhecer as Lan Houses como Centros de Inclusão Digital, tendo sido relator da Comissão Especial formada na Câmara dos Deputados para tratar do tema. É o autor da PEC da Petrobrás, proibindo a privatização da empresa. Otavio Leite é o autor da alteração na lei eleitoral que obrigou os partidos políticos, no registro de candidatos no TSE, a apresentar suas promessas de campanha.
Na Eleição municipal do Rio de Janeiro em 2012, lançou sua candidatura à prefeitura do Rio de Janeiro, à sucessão de Eduardo Paes, tendo como principal meta evitar a demolição do Elevado da Perimetral; por este elevado passam diariamente 100 mil carros, a demolição custaria R$ 1,5 bilhão e seria, segundo ele, uma insensatez. Numa campanha polarizada entre Paes e Freixo, obteve 80.059 votos, cerca de 3% do total.
Foi eleito deputado federal em 2014, para a 55.ª legislatura (2015-2019). Votou a favor do Processo de impeachment de Dilma Rousseff. Já durante o Governo Michel Temer, votou a favor da PEC do Teto dos Gastos Públicos. Em abril de 2017 foi favorável à Reforma Trabalhista.  Em agosto de 2017 votou a favor do processo em que se pedia abertura de investigação do então presidente Michel Temer.
Nas eleições de 2018, foi novamente candidato a deputado federal pelo PSDB, mas não conseguiu ser reeleito, ficando como suplente. Reassumiu o mandato em janeiro de 2021 após a nomeação de Marcelo Calero para a Secretaria Municipal de Governo e Integridade Pública da gestão do prefeito Eduardo Paes.

### PEC da Música
PEC da Música é tambem vinculado ao sitema de emigração como é chamada popularmente a proposta de emenda constitucional número 98/2007, de autoria de Otavio Leite, que tramita atualmente no Congresso Nacional e foi aprovada pela Câmara dos Deputados.
Trata-se de uma proposta que tem o objetivo de conceder isenção tributária para a música nacional brasileira. Atualmente, a carga tributária sobre a vendagem física ou digital está em torno dos 30% do que é pago pelo consumidor final.
A intenção é reduzir os danos causados pela pirataria e pelas novas mídias ao setor. A proposta beneficiará não só os CDs e DVDs (videofonogramas), mas também os formatos digitais de música, em qualquer suporte.
Pela Constituição Federal, desde 1988 há isenção fiscal para livros, revistas e periódicos e o papel destinado à sua impressão. A isenção vale para qualquer livro ou revista publicado. Com essa proposta, a música brasileira passa a ter o mesmo tipo de benefício.
A PEC da Música conta com o apoio de centenas de artistas, produtores e pessoas ligadas ao setor que foram à Brasília pressionar por sua aprovação.
A bancada de Manaus se opõe ao projeto por considerar que pode tirar empregos da região, onde são produzidos os CDs e é a única a já possuir isenção tributária.  Para contornar o problema, foi apresentada uma emenda garantido que somente Manaus continuará tendo isenção para as fábricas que produzem os CDs e DVDs musicais.